# Piazza Ognissanti
Piazza Ognissanti è una piazza nella parte occidentale del centro di Firenze, lungo la riva destra dell'Arno. Si accede alla piazza dal lungarno Amerigo Vespucci, da via Montebello e da borgo Ognissanti. Deve il suo nome alla chiesa di Ognissanti che la domina, con la sua facciata neorinascimentale realizzata nell'Ottocento.

## Storia

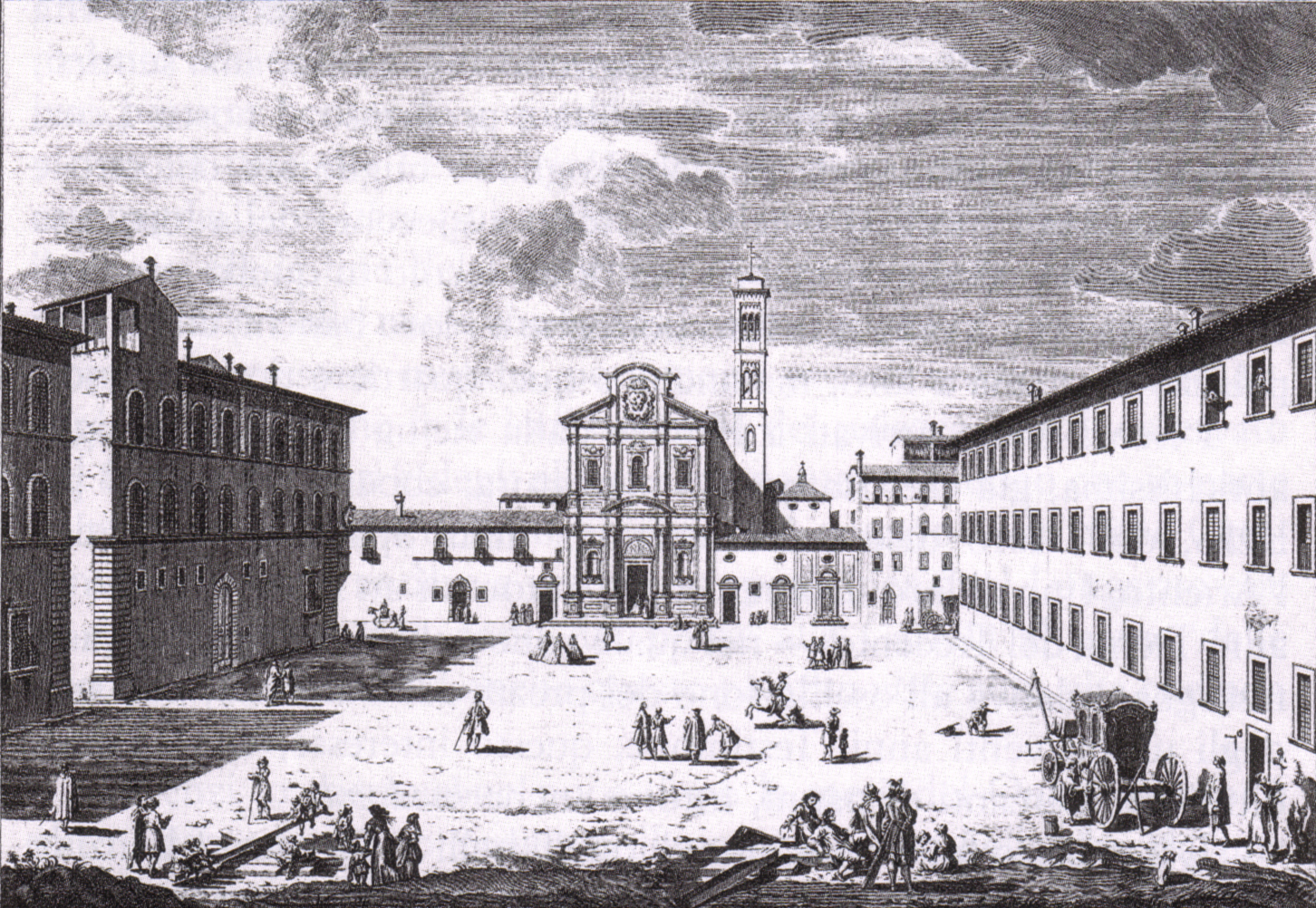
Veduta di Giuseppe Zocchi (1744)

La piazza venne creata nel Duecento per permettere ai copiosi fedeli di assistere alle prediche, cerimonie e festività degli Umiliati dalla chiesa di Ognissanti, analogamente ad altre grandi piazze cittadine che proprio per la popolarità degli ordini religiosi si venivano spianando (piazza Santa Maria Novella, piazza Santa Croce, piazza Santo Spirito e piazza del Carmine). Era anche come spazio dove estendere l'attività di lavorazione della lana di cui il convento era il fulcro. "Nel XIII secolo lo spazio era tutto occupato dai lavatoi degli Umiliati, tolti i quali, dal Cinquecento, la piazza servì di mercato ai bovini, appendice del vicino Prato" (Bargellini-Guarnieri). La denominazione, che rende conto di tale origine è quindi antica, anche se tra il 1860 e il 1932 fu soppiantata da una titolazione in onore del patriota e politico italiano Daniele Manin.
Ferma restando la sua principale caratteristica che è quella di inquadrare la facciata della chiesa, la piazza fu significativamente trasformata dal lato del fiume in occasione della creazione di questo tratto del lungarno. In tale occasione il piano stradale fu rialzato e fu abbattuta una cancellata eretta nel 1838 che chiudeva l'accesso al greto del fiume, con conseguente riduzione e riconfigurazione degli edifici che chiudevano la piazza da questo lato.

## Descrizione
Al centro della piazza è attualmente un gruppo bronzeo di Romano Romanelli raffigurante Ercole e il Leone, realizzato nel 1935 e qui collocato nel 1937, in sostituzione di un precedente monumento raffigurante Daniele Manin (opera di Urbano Nono del 1890) spostato al piazzale Galileo lungo il viale dei Colli, nella zona di Arcetri.
Oltre a caratterizzarsi per la chiesa e per il palazzo Lenzi Quaratesi (sede del Consolato Onorario di Francia e dell'Istituto Francese di Firenze), la piazza si qualifica per la presenza di due tra i più esclusivi alberghi fiorentini che occupano estesi edifici riconfigurati nell'Ottocento, secolo che già li vide punto di riferimento di una clientela altolocata e cosmopolita. Si tratta dell'Hotel Excelsior (palazzo Bonaparte) e del St. Regis (palazzo Giuntini).

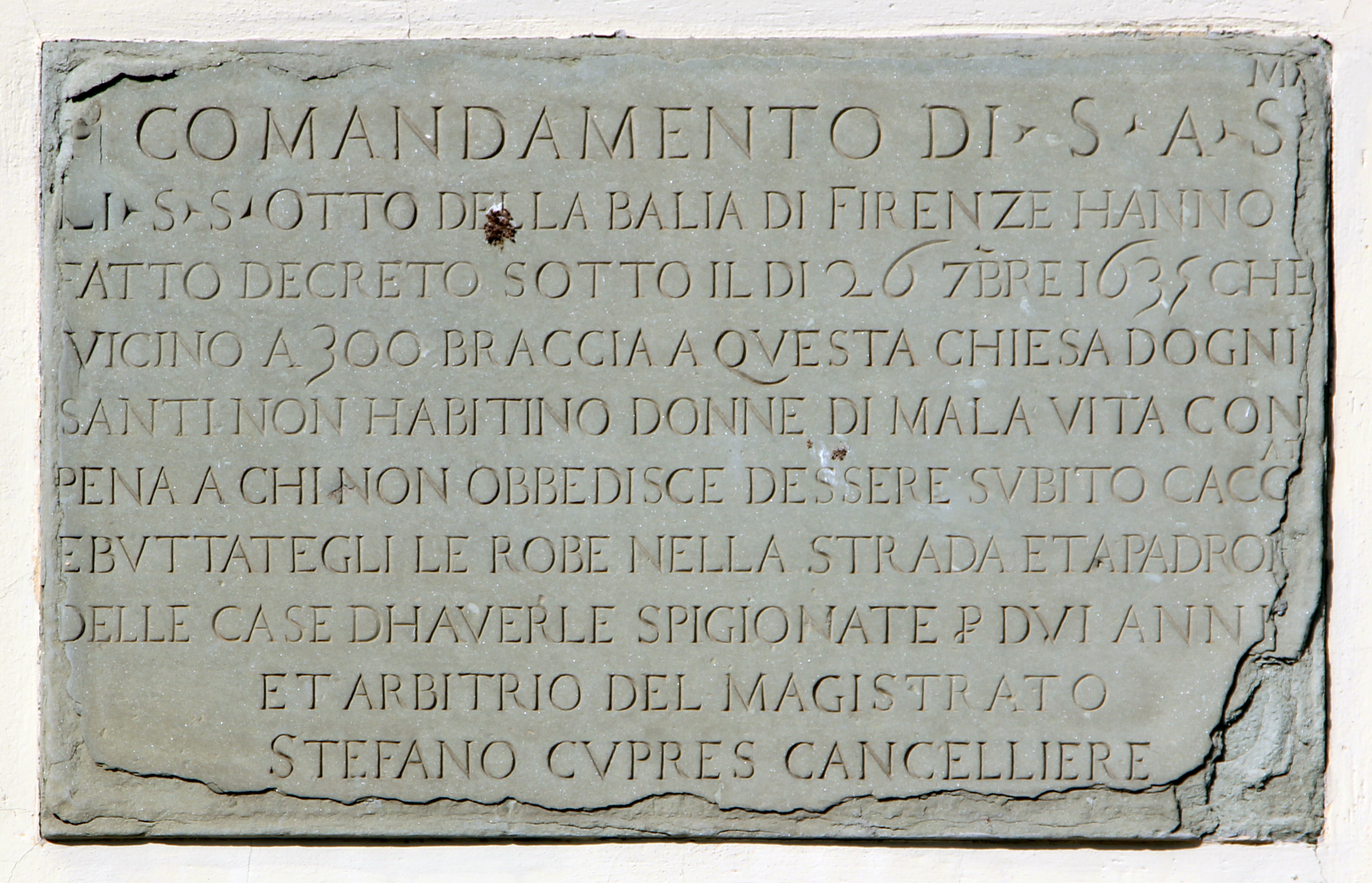
Lapide dei Signori Otto

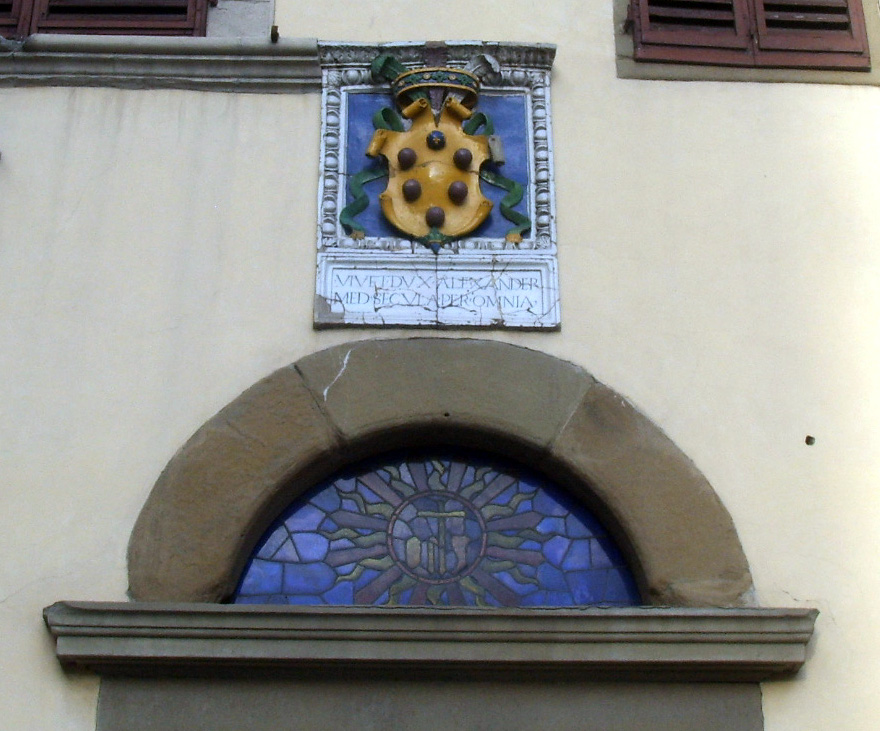
Stemma Medici

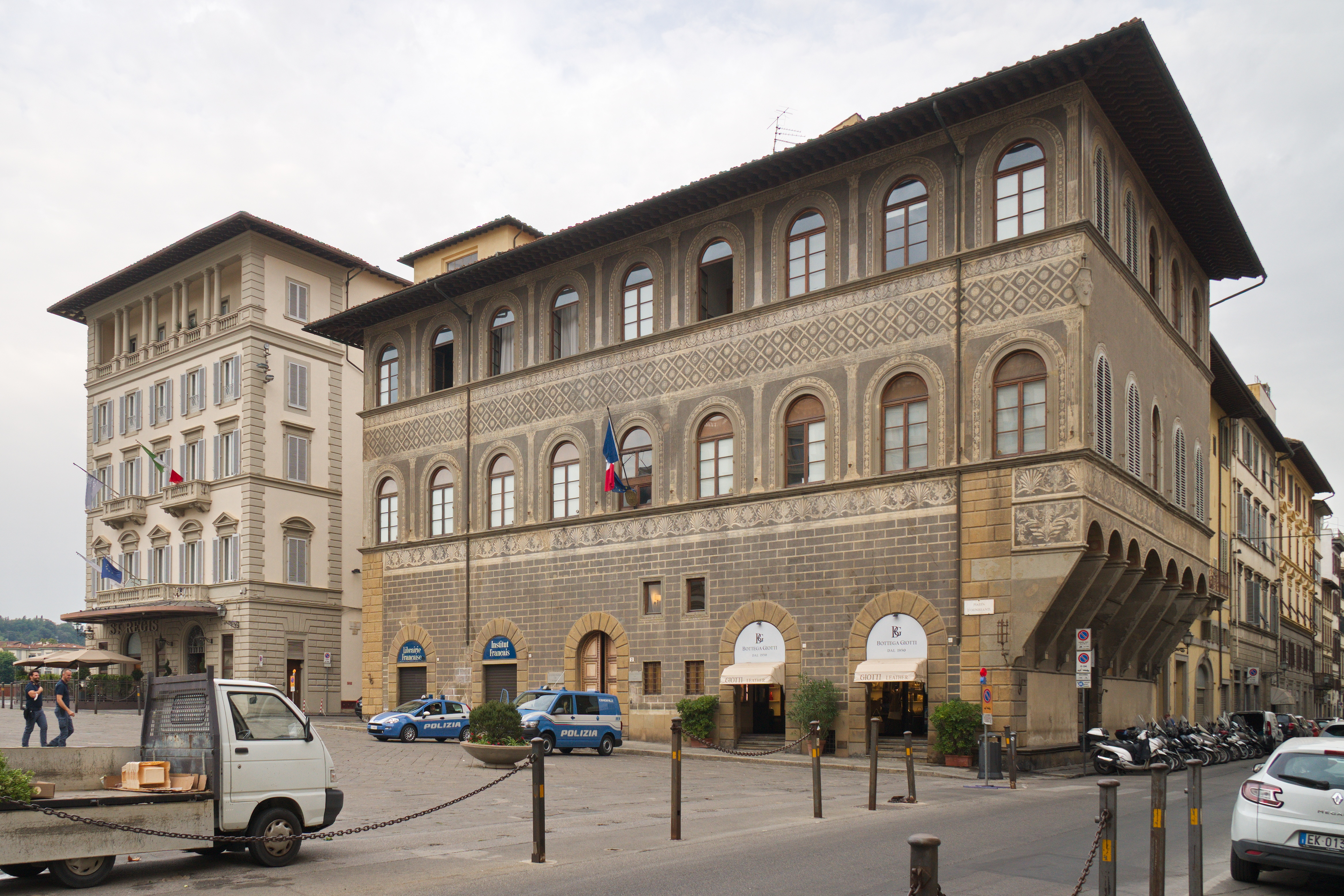
Palazzo Lenzi e Palazzo Giuntini

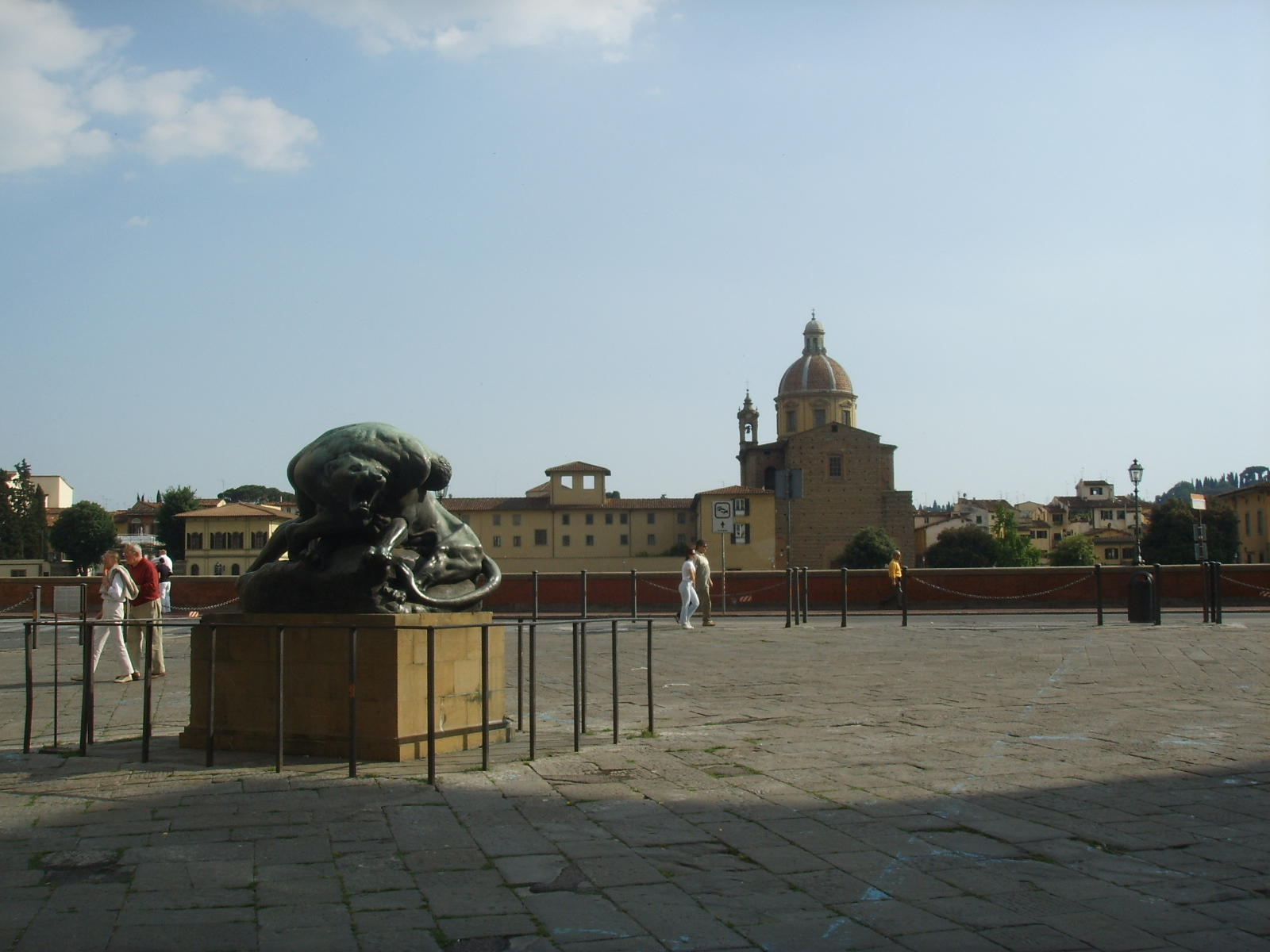
Il lato verso l'Arno con la scultura di Romanelli

Accanto alla chiesa si trovano due edifici addossati più bassi, con portali architravati e sormontati da arco in pietra, che un tempo davano accesso a zone particolari del monastero di Ognissanti. Nei portali di destra se ne vede uno con la lunetta scolpita con due incappucciati che adorano il Santissimo Sacramento (opera di Pietro Manetti da Brozzi): si tratta dell'insegna della Compagnia di San Giovanni Decollato che qui si riuniva; tra i due portali attigui (34-36 rosso di Borgo Ognissanti) si trova una lapide dei Signori Otto.
Traducendo in italiano corrente si può leggere: "Per comandamento di Sua Altezza Serenissima gli Spettabili Signori della Balia di Firenze hanno fatto decreto il 26 settembre 1635 che vicino a 300 braccia da questa chiesa d'Ognissanti non abitino donne di malavita, con pena a chi non ubbidisce di essere subito cacciata e buttategli le robe in strada e ai padroni delle case di tenerle spigionate (sfitte) per due anni, e secondo l'arbitrio del magistrato. Stefano Cupres cancelliere."
Sull'altro lato, a sinistra della chiesa, si trova invece un portale sormontato da uno stemma mediceo coronato e piumato dei Della Robbia, con dedica al duca Alessandro: VIVET DUX ALEXANDER MED SECVLA PER OMNIA. 
Da questo portale e dalla porta accanto si accede al Cenacolo di Ognissanti, piccolo museo statale ricavato nell'ex-refettorio, dove si trova il grande affresco dell'Ultima cena di Domenico Ghirlandaio.